# Gimnastyka jazzowa
Gimnastyka jazzowa – osobliwa forma gimnastyki artystycznej, której celem jest przygotowanie do tańca jazzowego. Jednym z zadań gimnastyki jazzowej jest rozwijanie poczucia rytmu muzycznego poprzez wyrażanie go prostymi estetycznymi ruchami. W gimnastyce jazzowej przestrzega się zasady angażowania wszystkich grup mięśniowych. Wyodrębnia się ćwiczenia ramion, nóg, tułowia, głowy, szyi, wykonywane w miejscu, w biegu, w pozycjach niskich i wysokich.
Jazz gimnastyka rozwinęła się w latach 60. w Szwecji. Jej propagatorem jest Szwedka Monica Beckman.